# V gaju življenja
V gaju življenja je zbirka novel, ki jih je napisal Ciril Kosmač. Naslov je zbirka dobila po prvi noveli v knjigi. Ta knjiga vsebuje še naslednje novele: 
- Pot v Tolmin,
- Tistega lepega dne,
- Sreča,
- Kruh,
- Gosenica,
- Očka Orel,
- Tantadruj,
- Ringaraja.
- V gaju

OSNOVNI PODATKI
Podatki knjige:
	Naslov: V gaju življenja
	Avtor: Ciril Kosmač
	Zbirka: Domen
	Spremna beseda: Ivan Bizjak
	Ilustracije: Dunja Kofler
	Založba: Mladinska knjiga
Podnaslovi novel:
	V gaju
	Pot v Tolmin
	Tistega lepega dne
	Sreča
	Kruh
	Gosenica
	Očka Orel
	Tantadruj
	Ringaraja
	Spremna beseda
Čas dogajanja celotne knjige je približno od leta 1918 pa do leta 1960
Kraj dogajanja je večinoma Slap ob Idrijci, drugače pa še Piran, Tolmin, Rim (zapor Regina Coeli)
Glavna oseba je samo ena (sam pisatelj). Ciril je prijeten človek, ki zgleda zelo pameten in zna logično razmišljati. Rad je imel mir in bil je tudi pošten. Ni maral kreganja. Zelo rad je imel tudi mater in očeta.
Snov za novele je vzel iz svojega življenja ter jih prelil na papir.
Jezik v knjigi je večinoma knjižen, razen posameznih stavkov.
Ilustracij v knjigi ni, razen na naslovni in zadnji strani. Prva je barvna, druga pa črno-bela.
OPIS NOVEL
V gaju:
Stranska oseba: Temnikar (star, koščen in dober človek ki se rad zavije v molk)
	Zgodba se dogaja ob potoku Skopičnik (pisateljev gaj)
	Tako kot vsak dan pride k potoku Temnikar
	Ciril se skrije, da bi prisluškoval
	Od radovednosti pade v vodo
	S Temnikarjem se pogovarjata o grenkobi ust ter pljuvata zraven v potok
	Ciril na koncu poskusi pelin, ki ga potem redno žveči
Pot v Tolmin:
Stranska oseba: oče (oče je zelo skrben do Cirila in zelo rad pripoveduje zgodbe. Njegovi slavni stavki so: Razumeš? in  kako bi se reklo.
	Zgodba se dogaja od doma pa vse do Tolmina
	Oče in sin gresta v šolo da bi se Ciril vpisal
	Med potjo pripoveduje oče zgodbo o Samotežnikih in Ravničarjih.
Posebnost: zgodbo ne pripoveduje Ciril.
Tistega lepega dne:
Stranske osebe: v tej noveli jih je več, ampak izstopa samo Kihova Jera (bila je zelo nerodna in optimistična. Tudi jezik je imela kar dolg)
	Vsa zgodba se suče okrog Kihove Jere, ki si vsako pomlad zlomi nogo ali pa zvije.
	Poroka med Manco in Ludvigom
Sreča:
Stranski osebi: Stržek (bil je zelo majhen možic, ki je bil malo čudaški)
		       Tinka (bilo je srečno dekle ki se je smejalo vse dni in noči. Bila je tudi prijetna ter privlačna)
	Stržek se je poročil z Katarino ki mu je rodila Tinko 
	Otrok seveda ni bil njegov
	Stržek je govoril da jo bo še doletela sreča
	Tinka je pobegnila ter pošiljala denar
```
Tinka je rodila Srečo, ki je bila zelo divji otrok
Na koncu obe umreta v poplavi
```

Kruh:
Stranska oseba: Okouinokou (bil je zelo prijazen človek ter tudi pošten. V gozdu je nabiral staro železo)
	Okvirna zgodba govori, ko je berač prosil sosedo za hrano, ona pa mu je dala kruh. Njegov odgovor je bil: kruh ni vse.
	Zgodba govori o človeku, ki je nabiral staro železo
	Ko mu je zmanjkalo železa je umrl.
Gosenica:
Stranskih oseb v bistvu v tej noveli ni.
	To je edina zgodba, ko se dogaja v tujini ( v Rimu)
	Ciril v tej zgodbi opisuje svoje življenje v zaporu
	Ves čas opazuje gosenico, ter upa, da ne bi zmagala v boju z drevesom
	Ko je prišel iz zapora je vsako leto praznoval »Dan gosenic«.
Očka Orel:
Stranska oseba: teta (teta ni bila ravno prijazna, kar se je poznalo do njenega spoštovanja. Bila je ena izmed večjih vaških »čvek« v vasi.
	Ta zgodba govori ko se je Ciril vrnil domov
	Obhodil je domačijo, ter obujal spomine
	Na obisk je prišla teta
	Pogovarjala sta se o vaščanih.
Tantadruj:
Stranske osebe: štirje čudaki (Tantadruj, Luka (Božorno.boserna), Furlan (repa pa krompir) in Enaka Palica)
	Vsa zgodba govori kako hoče Tantadruj umreti, ampak se ne sme ubiti.
Ringaraja:
Stranske osebe: otroci (bili so mali ter že v naprej veseli zaradi češenj)
	Sam pisatelj se spomni zgodbe svojega klopotca.